# Jeisa Chiminazzo
Jeísa Chiminazzo (nacida el 12 de abril de 1985) es una modelo brasileña.

## Vida personal
Chiminazzo es hija de Ernani e Ivone. Creció en Muçum, Río Grande del Sur, Brasil. Tiene dos hermanas, Grace (6 años mayor) y Jéssica (5 años más joven). Fue descubierta en 1998 a la edad de 13 años por un actor brasileño que la recomendó a su agencia de modelos.
El 23 de agosto de 2013, se casó con el hombre de negocios británico Oliver Ripley; la boda, de 3 días, tuvo lugar en Villa Erba en el Lago Como, Italia y asistieron invitados de todos los lugares del mundo. La noche finalizó con increíbles fuegos artificiales lanzados sobre el lago. El día anterior a la boda, la pareja y sus invitados llevaban todos vestidos de la década de 1920s para una fabulosa fiesta pre-boda al estilo de Gatsby completada con una banda de los años 20, bailarines de Charleston y mesas de casino en el prestigioso resort CastaDiva en Blevio.

## Carrera
Un año después de su primera aparición en la portada de revistas locales,  Chiminazzo firmó con IMG Models en Nueva York y apareció en las ediciones italianas de Elle y Marie Claire poco después. Durante sus primeros años como modelo internacional, apareció en varias campañas de moda, para diseñadores como Emanuel Ungaro y Jill Stuart, para la que fue fotografiada por Ellen von Unwerth. En julio de 2005, Chiminazzo hizo su entrada en París con una portada para Vogue junto con Isabeli Fontana, fotografiada por Mario Testino.
Chiminazzo ha aparecido en la portada de nueve ediciones internacionales de Vogue, incluyendo la francesa, brasileña, rusa, británica, alemana, española y japonesa.
Chiminazzo ha hecho campañas para La Perla, Calvin Klein, CK Jeans, Roberto Cavalli, Dolce & Gabbana, Hugo Boss, Hermès, Armani, Karl Lagerfeld, Yves Saint Laurent, Dior, Marc Jacobs, Intimissimi, Chanel, Tiffany, Versus, Topshop, Warehouse, Accessorize, DKNY, Vera Wang, Ungaro, Gap, Levi, Tommy Hilfiger, Tommy Jeans, Náutica, Abercrombie, Victor Hugo, Marella, Paul and Joe, Hogan, Emporio Armani, J Brand, Issa, Pucci, Alberta Ferretti, Jill Stuart, Lacoste, Alexandre Herchovitch, Animale y H&M. También apareció en el Victoria's Secret Fashion Show de 2006.  Hizo también el Sports Illustrated Swimsuit Issue de 2008. Ha aparecido en campañas de perfumes para Hermes, CK, y Dior.
Chiminazzo también está considerada como una de las modelos de pasarela más exitosas de nuestros tiempos y ha caminado para los mejores diseñadores del mundo en las semanas de la moda en Nueva York, Milán, Londres, París y São Paulo. Incluyen Alexander McQueen, John Galliano, Valentino, Balenciaga, Lanvin, Chanel, DKNY, Prada, Diane von Furstenberg, Kenzo, Louis Vuitton, Miu Miu, Lagerfeld Gallery, D&G, Fendi, Christian Dior y Dolce & Gabbana.

## Agencias
- Bleu (Beverly Hills)
- Francina (Barcelona)
- IMG (Londres, Nueva York, París)
- L'Equipe (São Paulo)
- Louisa (Hamburgo/Múnich)
- SeeDS (Berlín)
- Why Not (Milán)